# 바초 반디넬리
바초 반디넬리(이탈리아어: Baccio Bandinelli, 1493년 11월 12일~1560년 2월 7일 직전)는 바르톨로메오 브란디니(Bartolommeo Brandini)라고도 불리는 이탈리아 르네상스 조각가, 제도가 및 화가였다.

## 생애

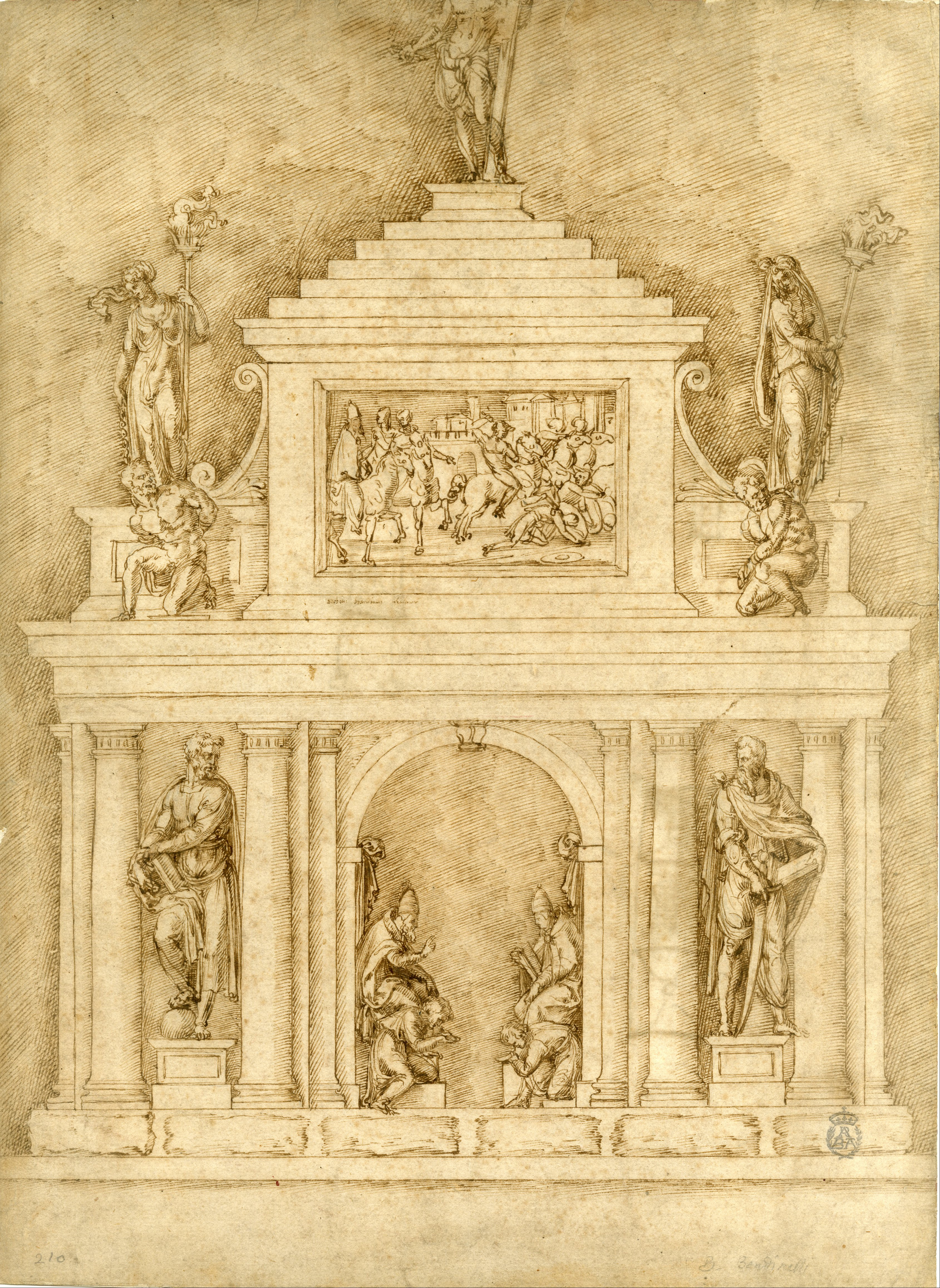
바초 반디넬리 - 교황 레오 10세와 클레멘스 7세를 위한 기념비 도면.

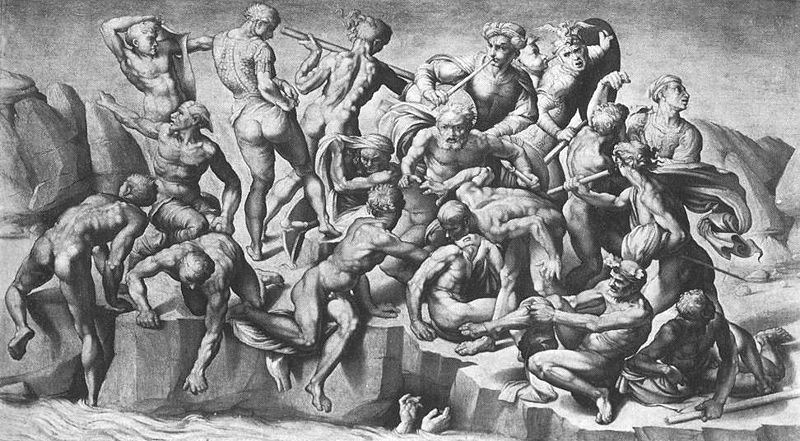
미켈란젤로가 그린 카시나 전투의 만화

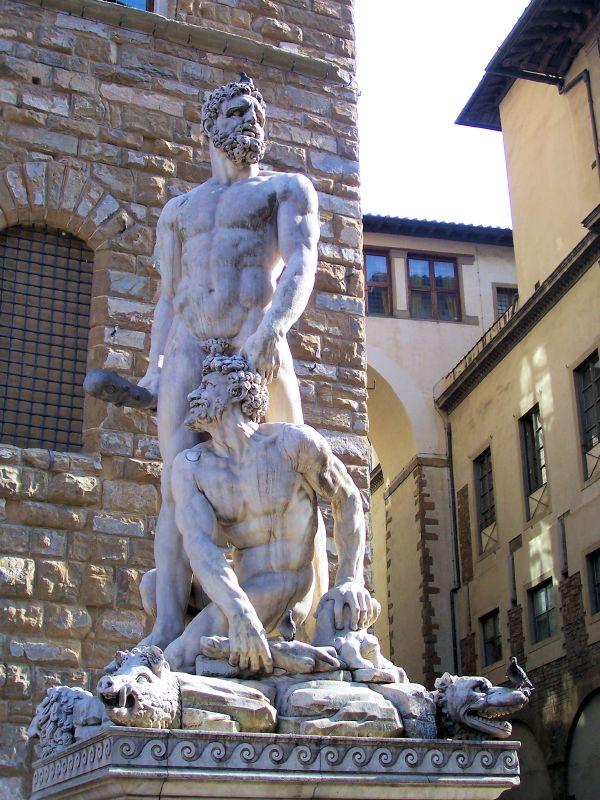
헤라클레스와 카쿠스

반디넬리는 저명한 피렌체 금세공인의 아들로, 그의 가게에서 처음으로 견습생이었다. 소년 시절 그는 레오나르도 다빈치의 조각가 친구인 조반니 프란체스코 루스티치의 견습생이었다. 그의 초기 작품 중에는 줄리아노 데 메디치를 위해 제작된 왁스로 된 성 예로니모가 있으며, 존 포프 헤네시가 반디넬리의 것으로 확인했다.
반디넬리 작업실의 제자였던 조르지오 바사리는 반디넬리가 벤베누토 첼리니와 미켈란젤로의 질투에 이끌렸다고 주장했다. 그리고 다음과 같이 회상한다.

의회에서 미켈란젤로의 만화(팔라초 베키오의 “카시나 전투”)가 발견되었을 때, 모든 예술가들이 그것을 베끼기 위해 달려갔고, (그들 중) 바치오(가장 자주)는… 방의 열쇠를 위조했다. 1512년, 피에로 소데리니는 폐위되었고... 메디치는 복권되었다. 따라서 소란 속에서 바치오는 혼자서 비밀리에 만화를 여러 조각으로 자른다. 어떤 사람들은 그 만화를 항상 곁에 두고 싶어 그렇게 했다고 말했고, 다른 사람들은 다른 젊은이들이 그것을 사용하지 못하도록 막고 싶었다고 말했다. 다른 사람들은 그가 레오나르도 다빈치에 대한 애정이나 미켈란젤로에 대한 증오심에서 그렇게 했다고 다시 말한다. 여하튼 도시의 손실은 작지 않았고, 바치오의 잘못은 매우 컸다.

반디넬리의 미켈란젤로에 대한 평생의 집착은 그의 경력을 평가할 때 되풀이되는 주제이다.
반디넬리는 1515년 산 로렌초 성당에서 강단을 위한 도나텔로의 얕은 돋을새김 패널 설치에 대한 도나텔로 수행원에 대한 되살아난 관심에 영감을 받은 피렌체 매너리스트 그룹의 리더였다. 예술가는 데포지션(Deposition)의 부조를 1529년 제노바에 있는 카를 5세에게 선물했다. 부조는 분실되었지만, 1600년 조반니 프란체스코 수시니의 청동 작품(루브르 박물관 소장)은 도나텔로의 감정적 음조와 강렬함의 결정적인 영감을 보여준다. 반디넬리는 도나텔로의 부조를 여러 개 그렸지만, 나중에 그는 코시모 1세 데 메디치에게 보낸 편지에서 이를 헐뜯었다.
그의 조각품은 미켈란젤로의 조각품, 특히 시뇨리아 광장에 있는 5.05m의 거대한 대리석 헤라클레스와 카쿠스 그룹, 피렌체 나치오날레 델 바르젤로 박물관에 있는 아담과 이브의 감탄을 불러일으킨 적이 없다. 둘 다 미켈란젤로의 걸작 중 일부를 볼 수 있다. 바사리는 그에 대해 “그는 보제티를 만드는 것 외에는 아무것도 하지 않았다. 완성된 대리석과 대조되는 반디넬리의 테라코타 모델의 생명력에 대해 현대 평론가들은 다음과 같이 말했다. 소규모 조각가인 그는 거상에 대한 병적인 매력을 가지고 있었는데 그것을 실행할 수 있는 장비가 없었다. 거대한 규모의 조각가로서의 그의 실패는 미켈란젤로를 닮고자 하는 열망으로 인해 더욱 두드러졌다.”
헤라클레스와 카쿠스는 밀랍 모형을 보여주었던 메디치 교황 클레멘스 7세의 의뢰를 받았다. 제공된 카라라 대리석 블록은 반디넬리의 밀랍 모형을 실행하기에 충분하지 않았다. 그는 새로운 밀랍 모형을 만들어야 했고, 그중 하나는 교황이 최종 초안으로 선택했다. 반디넬리는 이미 1527년 로마 약탈 당시 교황이 포로로 잡혀갔을 때 헤라클레스의 배까지 조각품을 새겼다. 한편, 피렌체에서는 메디치의 공화주의 적들이 혼돈을 이용하여 이폴리토 데 메디치를 추방했다. 메디치의 지지자인 반디넬리도 추방되었다. 1530년 카를 5세 황제는 오랜 공성전 끝에 피렌체를 탈환했다. 이후 교황 클레멘스 7세는 사생아 알레산드로 데 메디치를 토스카나 공작으로 즉위했다. 그런 다음 반디넬리는 피렌체로 돌아와 1534년에 완성될 때까지 동상에 대한 작업을 계속했으며, 오페라 델 두오모에서 현재의 대리석 받침대로 옮겨졌다. 그러나 공개된 순간부터 조롱을 당했다. 첼리니는 묵직한 그룹을 ‘멜론이 든 자루’에 비유했다. 이후 반디넬리는 첼리니의 경력을 방해하려 했다. 동상은 1994년 2월과 4월 사이에 복원되었다.
과거에 감정가의 컬렉션에서 미켈란젤로로 가장했던 반디넬리의 그림은 20세기 후반에 그 자체로 등장했다.
반디넬리의 제자 중에는 바사리와 프란체스코 데 로시(일 살비아티)가 있다. 그의 스튜디오 공동 작업자인 그의 아들 클레멘테와 미켈란젤로 반디넬리도 조각가였다.

## 엄선작

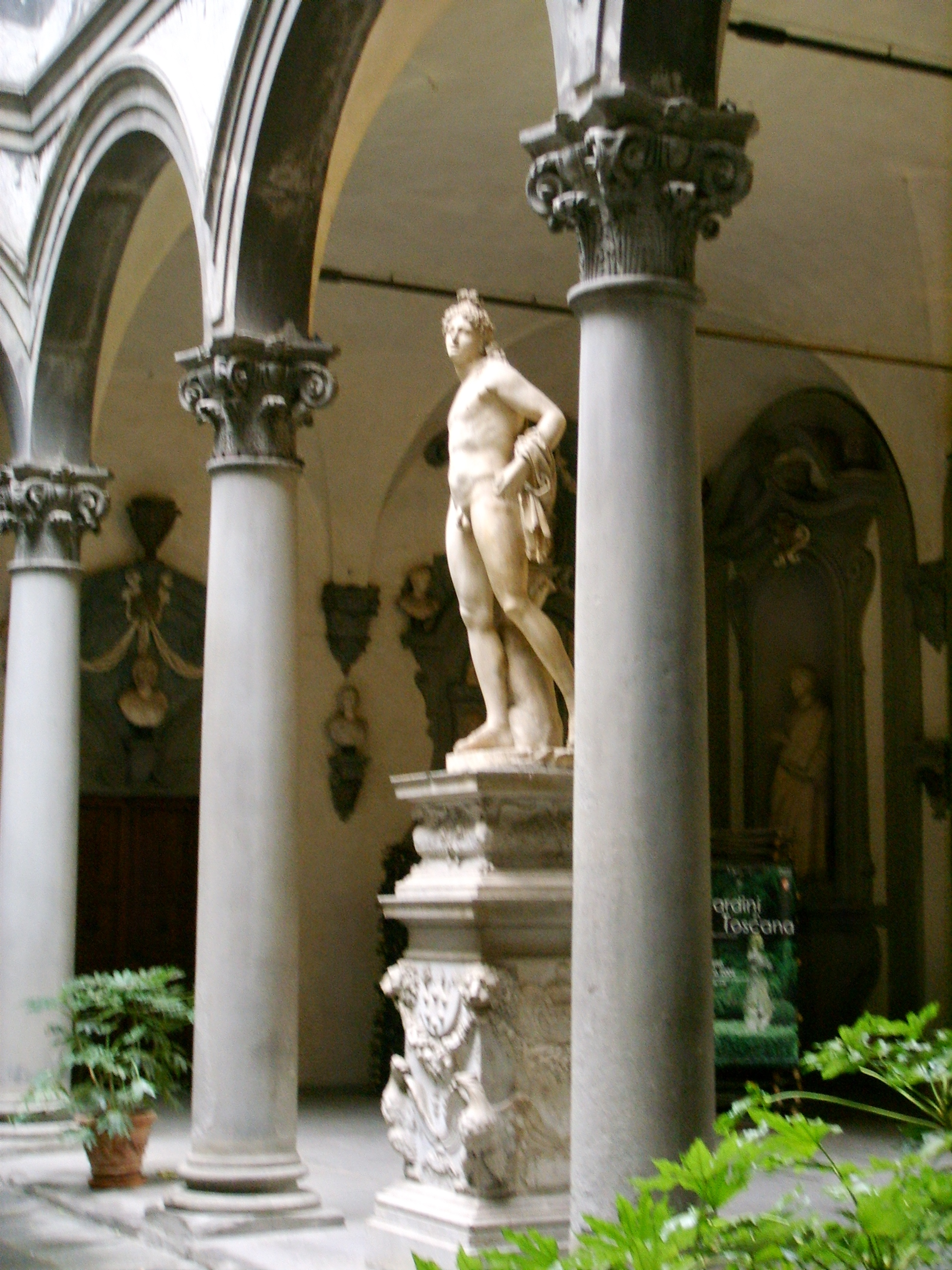
오르페우스는 현재 피렌체 메디치 리카르디궁의 안뜰에 있다.

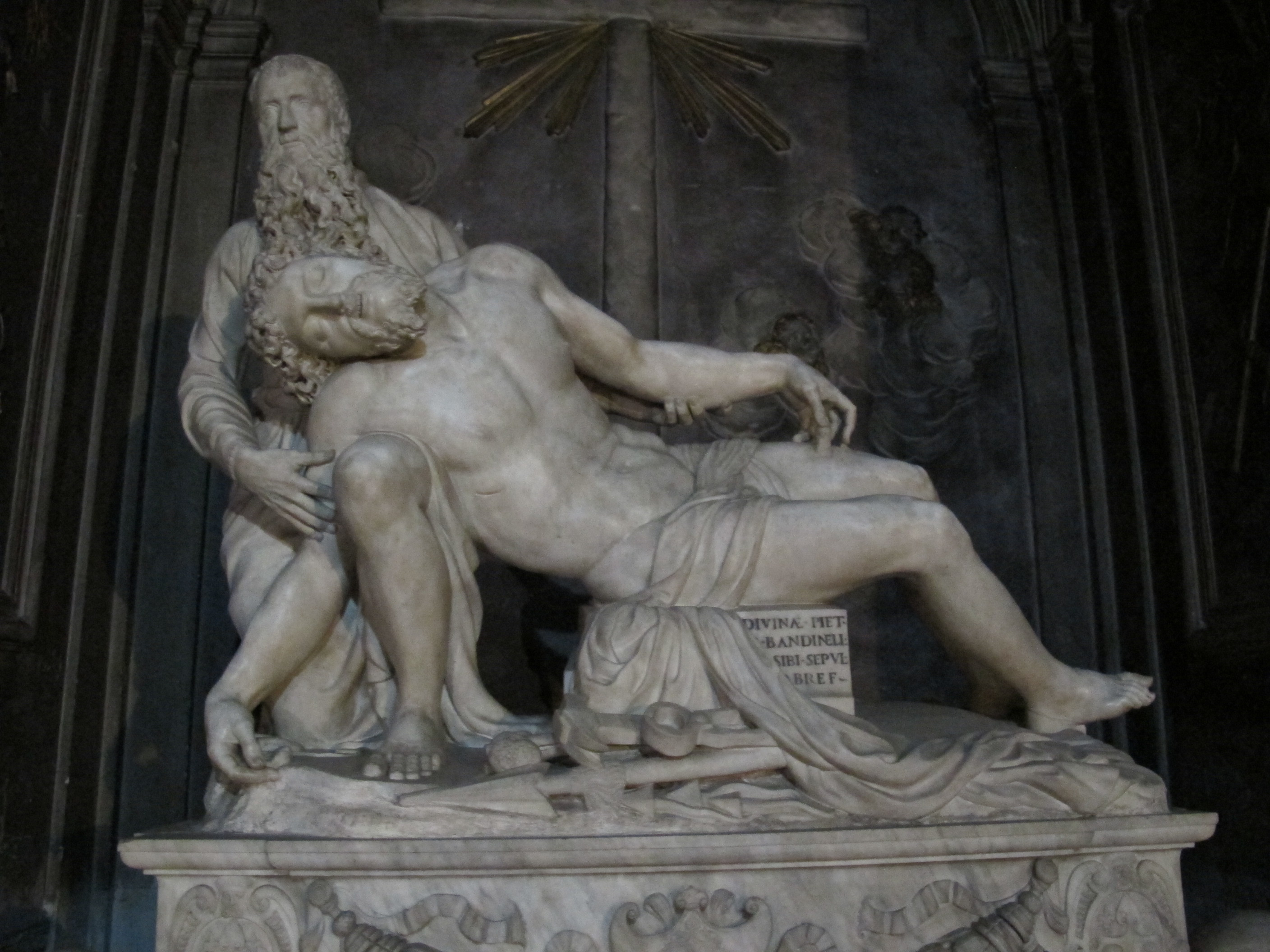
페렌체 산티시마 안눈치아타 성당의 바초 반디넬리의 피에타

바초 반디넬리의 작품에는 다음이 포함된다.
- 라오콘 군상의 복제본 : 코르틸레 델 벨베데레에서 당시 교황 레오 10세가 프랑수아 1세에게 보내는 선물로서 의뢰. 반디넬리는 자신이 원본을 능가할 것이라고 자랑했고, 그가 완성하였을 때, 교황 하드리아노 6세의 재위 기간 중단된 후 메디치가의 교황 클레멘스 7세는 조각상을 포기할 수 없었고 대신에 프랑스 왕에게 일부 고대 유물을 보냈다. 그리고 바치오의 라오콘을 피렌체로 보냈으며 우피치에 남아 있다.
- 산타 마리아 소프라 미네르바 (1536~41)에 있는 메디치 교황 레오 10세와 클레멘스 7세의 무덤.
- 카시모 1세 데 메디치의 흉상(1539년경–40) (메트로폴리탄 미술관, acc. no. 1987.280) 이것은 딜러의 팁이 큐레이터 올가 라조를 재발견할 때까지 스위스 은행의 금고에 잠겨 있었다.
- 피렌체 산로렌초 광장의 장엄한 받침대에 앉아 있는 조반니 델레 반데 네레, 1540~54) 기념비
- 반디넬리가 아리마테아의 요셉의 모습으로 자신을 묘사한 피렌체의 산티시마 안눈치아타 성당의 피에타. 반디넬리는 그의 아내 자코모 도니와 함께 예배당에 묻혔다.
- 보볼리 정원에 있는 부온탈렌티의 동굴 외관에 틈새를 위한 세레스와 아폴로 (1552–1556)
- '베키오 궁전의 오르페우스', 현재 메디치 리카르디 궁전 안뜰에 있다. 반디넬리의 몇 안 되는 사인 작품 중 하나.
- 높은 제단과 아담과 이브(1551)를 포함하여 피렌체의 두오모를 위한 작품, 현재는 산타 크로체의 지하실에 있는 바르젤로와 피에타에 있다. 건축가 줄리아노 디 바초아그노로(1555)가 디자인한 합창단의 인클로저를 위해 제작된 많은 찬사를 받은 옅은 돋을새김으로 현재 두오모 오페라 박물관에 있다. 교차로의 교각에 있는 다양한 조각가들의 8사도 중 한 명인 성 베드로.
- 대공 코시모 1세 데 메디치의 동상과 교황 레오 10세의 축복 중 하나 (빈첸초 데 로시에 의해 반디넬리가 사망한 후 완성됨)
- 산타 크로체 회랑의 아버지 하나님 (1549)
- 카라라 대성당 외부의 넵투누스로 나타난 안드레아 도리아. 카라라가 제노바 공화국에 잠시동안 길을 잃었을 때 반디넬리는 안드레아 도리아 조각을 의뢰받았다. 그러나 피렌체 공화국에 의해 도시가 탈환된 후 제노바 지배의 상징이 허용될 수 없었고, 그 동상은 동상 바닥에 있는 분수 바다 생물에 의해 제안된 재명명에서 로마 바다의 신인 넵툰으로 이름이 바뀌었다.
- 바르겔로에는 노아 (저부조), 엘레오노라 디 톨레도와 카시모 1세 데 메디치의 초상화 흉상, 비너스, 레다, 헤라클레스, 바쿠스, 클레오파트라 및 알려지지 않은 사람의 초상화 흉상과 같은 여러 가지 작은 작품도 있다.
- 안드레아 델 사르토의 젊은 초상화(1517년경)은 우피치에 보존되어 있다.